# Militante
Il militante in senso letterale è colui che fa parte di una milizia, ovvero un combattente informale non inserito nell'esercito regolare di alcuno Stato. I militanti godono di una maggiore libertà d’azione, svolgendo per lo più attività di guerriglia.
In senso esteso il militante è colui che partecipa in modo attivo e impegnato alla vita dell’organizzazione, del partito o del movimento religioso di cui è membro (ovvero un attivista). Il termine militante indica una partecipazione particolarmente combattiva, caratterizzata da un'azione concreta di lotta, polemica e propaganda sia all'interno che all'esterno dell'organizzazione. Può indicare una partecipazione aggressiva e determinata all'uso della violenza, ovvero il terrorismo politico.
In particolare l'espressione "critico militante", indica un intellettuale che partecipa in modo attivo alla discussione letteraria e artistica del proprio tempo.